# One Week (Lied)
One Week (englisch für „Eine Woche“) ist ein Lied der kanadischen Rockband Barenaked Ladies, das im Juli 1998 erschien.

## Entstehung und Veröffentlichung
Das Lied wurde von Barenaked-Ladies-Leadsänger Ed Robertson getextet, komponiert und produziert. Bei der Produktion erhielt er Unterstützung durch seine Bandkollegen Jim Creeggan, Kevin Hearn, Steven Page und Tyler Stewart sowie von David Leonard und Susan Rogers.
Die Erstveröffentlichung von One Week erfolgte am 7. Juli 1998 bei Reprise Records, als Teil des vierten Barenaked-Ladies-Studioalbums Stunt (Katalognummer: 9362-46963-2). Am 3. August 1998 erschien das Lied als erste Singleauskopplung aus dem Album. Diese erschien als CD-Maxi-Single mit einer Liveversion zu Shoe Box und dem Lied When You Dream als B-Seiten (Katalognummer: 9362 44559-2).

## Inhalt und Stil
Robertson schrieb die Ideen für die Nicht-Rap-"Hooks", wobei das Konzept die Struktur eines Kampfes war, bei dem der Protagonist weiß, dass er falsch liegt und nur versucht, sein Gesicht zu wahren. Robertson wollte eine gerappte Strophe für den Song schreiben, aber alle Versuche scheiterten. Bandkollege Page schlug vor, er solle den Rap einfach improvisieren, wie es die beiden jeden Abend auf der Bühne taten. Robertson beherzigte den Rat und stellte eine Videokamera auf. Er improvisierte das Stück in einem langsameren Tempo, um das Reimen zu erleichtern und kam auf etwa vier Minuten Rap. Er schickte es an Page, der ihm sagte, er solle kein Wort ändern. Zwei Minuten des Improvisierens wurden fast direkt in die Strophen des Liedes integriert. Aufgrund ihres improvisierten Charakters sollen die gerappten Abschnitte keinen direkten Bezug zur Handlung der gesungenen Abschnitte haben. Der Text in den Liner Notes von Stunt enthalten einige zusätzliche Rap-Zeilen, die es nicht in die aufgenommene Version geschafft haben.
Die Bandmitglieder haben erklärt, dass der erste Liveauftritt von One Week nicht gut lief und dass es einige Zeit dauerte, bis das Lied live gut klang. Die Instrumentalabschnitte werden von Bandmitgliedern gespielt, insbesondere von Robertson an der Gitarre und Hearn an der Gitarre und den Keyboards; auch wenn Hearn kurz nach der Veröffentlichung des Liedes nicht auf Tour war, wurde sein Platz bei den Auftritten von einem beziehungsweise zwei anderen Musikern an den Keyboards eingenommen, die jeweils ihre eigenen Teile zum Lied beisteuerten und so schon früh dazu beitrugen, seinen Livecharakter zu formen.
Das Lied ist voller Popkultur-Referenzen, darunter Aquaman, das Restaurant Swiss Chalet, ostasiatische Lebensmittel wie Sushi und Wasabi, Musiker und Sänger wie Busta Rhymes, LeAnn Rimes, Sting, oder auch Bert Kaempfert, Milchshakes, der Film Vertigo – Aus dem Reich der Toten, das Lied Scenario (A Tribe Called Quest), die Sci-Fi-Serie Akte X – Die unheimlichen Fälle des FBI und seine Figur "The Cigarette-Smoking Man", den Film Frantic mit Harrison Ford, tantrischer Sex, die Süßwarenmarke Snickers, den Filmemacher Akira Kurosawa, Golfclubs, die Animeserie Sailor Moon, die Sportstätte Birchmount Stadium und das jährliche Robbie International Soccer Tournament.

## Musikvideo
Das Musikvideo wurde unter der Regie von McG gedreht und beginnt damit, dass die Band das Lied vor einem königlichen Hof aufführt, mit einem singenden Mädchen auf einem aufziehbaren Podest (dargestellt von Kiva Dawson), ähnlich einer Szene aus dem Film Chitty Chitty Bang Bang. Während des Zwischenspiels flüchten sie und singen, während sie einen Doppelgänger des General Lee aus Ein Duke kommt selten allein (mit den Zahlen 07 statt 01, ohne die Konföderierten-Flagge auf dem Dach und einem Modelljahr 1968 statt 1969) und Starsky & Hutchs Ford Gran Torino fahren. Die Band fährt in einen Vorort, wo sie vor einem Bus aus den 1950er-Jahren ein Konzert geben, bei dem eine Motorradfahrerin, die wie Evel Knievel verkleidet ist, Stunts vorführt. Das Video endet mit einer Aufnahme des Motorradfahrers, der an einem Baum feststeckt. Im Video spielt Carmit Bachar von den Pussycat Dolls einen Engel. Das Video wurde im Oktober 2009 auf der Videoplattform YouTube hochgeladen und zählte dort bis Juni 2025 über 41 Millionen Aufrufe.

## Kommerzieller Erfolg

### Chartplatzierungen
| ChartsChartplatzierungen       | Höchstplatzierung | Wochen |
| ------------------------------ | ----------------- | ------ |
| Vereinigte Staaten (Billboard) | 1 (20 Wo.)        | 20     |
| Vereinigtes Königreich (OCC)   | 5 (10 Wo.)        | 10     |

| ChartsJahrescharts (1998)      | Platzierung |
| ------------------------------ | ----------- |
| Vereinigte Staaten (Billboard) | 51          |

### Auszeichnungen für Musikverkäufe
| Land/Region                  | Auszeichnungen für Musikverkäufe (Land/Region, Auszeichnung, Verkäufe) | Verkäufe |
| ---------------------------- | ---------------------------------------------------------------------- | -------- |
| Australien (ARIA)            | Gold                                                                   | 35.000   |
| Neuseeland (RMNZ)            | Platin                                                                 | 30.000   |
| Vereinigtes Königreich (BPI) | Platin                                                                 | 600.000  |
| Insgesamt                    | 1× Gold · 2× Platin ·                                                  | 665.000  |

## Coverversionen
- 1999: Weird Al Yankovic – Jerry Springer (Album: Running with Scissors)